# 力量金属
力量金屬（Power Metal）為重金屬音樂的一種分支。力量金屬可再分為美國派別和歐洲派別。

## 美國力量金屬
當英國重金屬新浪潮中鐵娘子和的卓越成功，美國力量金屬在1980年代冒起。Metal Church、Savatage、Helstar、Jag Panzer、Manowar及近似的樂團，他們演繹出來的風格帶有鞭擊金屬的味道。有人認為現代的美國樂團如Iced Earth和Nevermore就是該類型音樂的佼佼者，但始終被歐洲力量金屬和鞭擊金屬所蓋過，並意味著美國力量金屬的沒落。另外又有人認為美國力量金屬藉由鞭擊金屬復興再度被重視。

## 歐洲力量金屬
歐洲力量金屬主要在1980年代由德國樂團Accept帶領而成，他們融合了猶大祭司重覆段和仿AC/DC唱法再引入德國民謠和傳統音樂於重金屬音樂中。他們的音樂無論是唱的部分和吉他的部分都充滿史詩色彩、吸引的旋律和凱旋味道。歌曲如"Breaker"和"Fast As A Shark"都被識定為歐洲力量金屬音樂的先河。
到了1980年代中期，歐洲樂團如德國的萬聖節樂團（Helloween）注重發展樂曲上的旋律。萬聖節樂團混合了速度金屬的重複段並加入了類似鐵娘子的主唱唱法，更使唱腔變得響亮。他們的專輯《七把鑰匙的主人第一樂章》（Keeper of the Seven Keys, Part 1） (1987年)和《七把鑰匙的主人第二樂章》（Keeper of the Seven Keys, Part 2） (1988年) 都被當作德式力量金屬的奠基。

## 音樂特徵
演繹
- 以速度金屬作為基礎、吸引的旋律

歌詞
- 集中於真實世界，如個人經驗、歷史事件或社會評論
- 亦以史詩、宇宙論、超自然作為歌詞的主題
- 大部份力量金屬的樂曲受宗教、科幻小說、奇幻小說和神話所影響，歌詞較為樂觀正面。

唱腔
- 以響亮為主，與低音嗥叫為特色的死亡金屬形成南轅北轍。